# Ulrich Gerhardt (Zoologe)

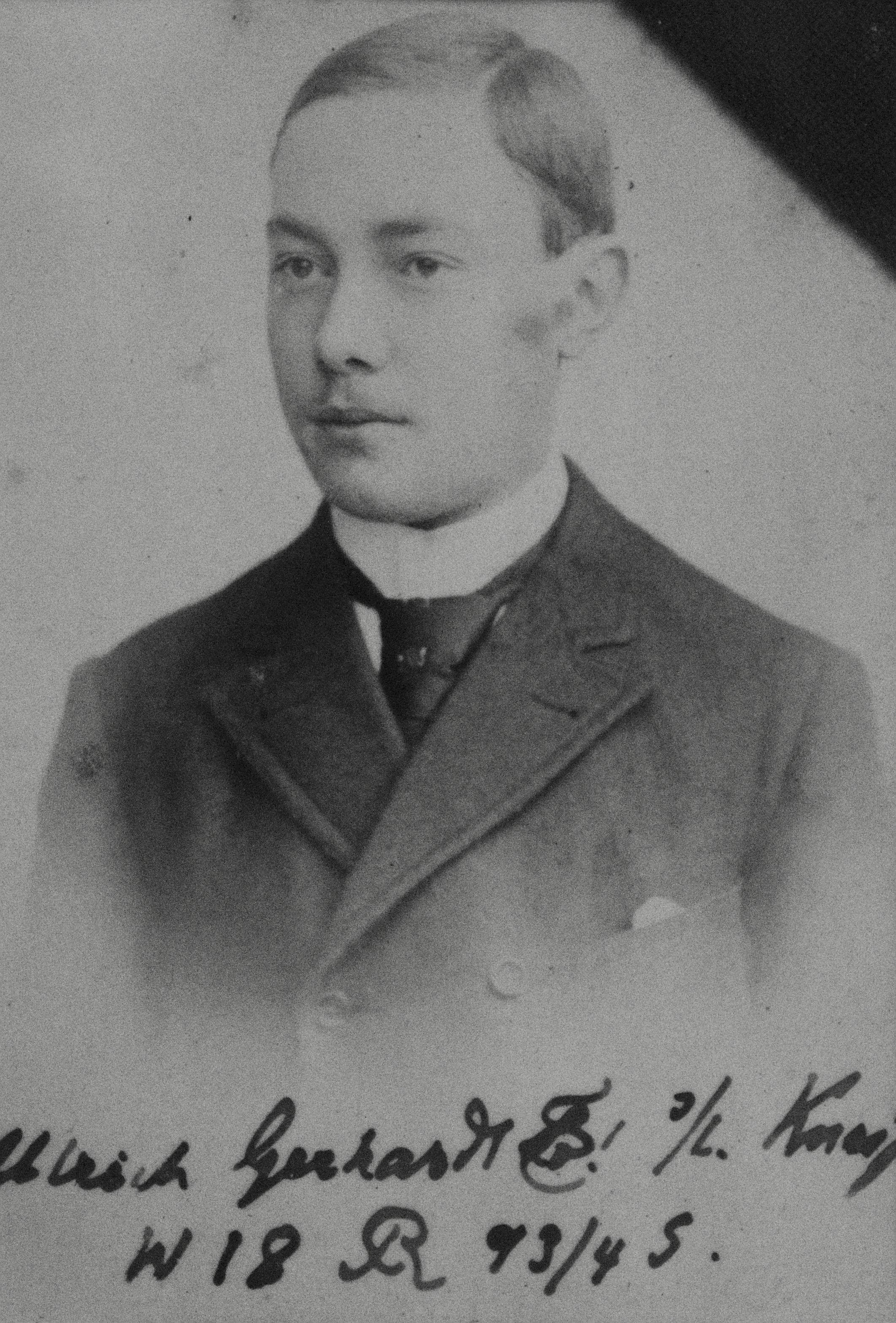
Ulrich Gerhardt als Student (1893)

Ulrich Karl Friedrich Kurt Eduard Gerhardt (* 11. Oktober 1875 in Würzburg; † 8. Juni 1950 in Halle (Saale)) war ein deutscher Mediziner und Zoologe.

## Leben
Ulrich Gerhardt war der Sohn des Internisten Carl Jakob Adolf Christian Gerhardt und dessen Frau Wanda, Tochter des Regierungsrates Gustav von Barby. Sein Bruder war der Pathologe Dietrich Gerhardt (1866–1921).
Gerhardt studierte Medizin und Naturwissenschaften in Heidelberg, Berlin und Straßburg (1898 approbiert). In Heidelberg trat Gerhardt der Studentenverbindung Leonensia bei. 1899 wurde er in Berlin zum Doktor der Medizin promoviert und war von 1901 bis 1903 an der Universität Breslau Assistent am Institut für Physiologie. 1903 wurde er dort zum Doktor der Philosophie promoviert, seine Dissertation hieß Morphologische und biologische Studien über die Copulationsorgane der Säugethiere. Dank Willy Kükenthal wandte er sich dann der Zoologie zu und wurde Assistent am Institut für Zoologie. An der Universität wurde er für dieses Fach 1905 habilitiert. Vorlesungen bei ihm  hörte der spätere Journalist Hugo Reinhart, der  bei Kükenthal 1907 promovierte.
1911 wurde Gerhardt in Breslau zum Professor ernannt, war im Ersten Weltkrieg Arzt als Bataillonsarzt in Lazaretten tätig, wurde 1921 nichtbeamteter Professor und erhielt im nächsten Jahr die außerordentliche Professur. 1924 wechselte Gerhardt als ordentlicher Professor für Anatomie und Physiologie der Haustiere an die Universität Halle. Im Jahr 1932 war er nach eigenen Angaben kurzfristig Mitglied der Deutsch-Nationalen Front.
In der Zeit des Nationalsozialismus wurde er auf Bitten eines Doktoranden von 1934 bis 1939 Förderndes Mitglied der SS „unter der Voraussetzung, dass [ihm] dadurch keinerlei Beziehungen zu Partei oder SS entstehen würden“, und von 1934 bis 1945 Mitglied der NSV. Der NSDAP gehörte er nicht an. Gerhardt war seit 1944 Mitglied der Widerstandsgruppe um Theodor Lieser, deren Mitglieder wesentlich den Wiederaufbau der Universität Halle unmittelbar nach dem Krieg mitgestalteten.
Nach dem Krieg wurde er Mitglied der LDP und war zwei Jahre Prorektor, obwohl er zunächst des Alters wegen in den Ruhestand versetzt worden war. 1946 wurde er auch wieder als ordentlicher Professor und Direktor des Instituts für Anatomie und Physiologie der Haustiere sowie als Leiter der Tierklinik eingesetzt. Außerdem war er kommissarischer Leiter des zoologischen Instituts, das nach dem Zweiten Weltkrieg zwar keine materiellen Schäden, dafür aber einen Mangel an qualifizierten wie auch entnazifizierten Bewerbern aufwies. Gerhardt wurde 1948 emeritiert, hielt aber weiterhin Vorlesungen über Zoologie. Im Mai 1949 erkrankte er schwer und starb im Juni 1950 in Halle im Alter von 74 Jahren.
Gerhardt gehörte der Deutschen Akademie der Naturforscher Leopoldina an und tat sich innerhalb der Akademie in der Organisation hervor. Daneben war er Vorstandsmitglied der Deutschen Zoologischen Gesellschaft.

## Familie
Gerhardts Großonkel mütterlicherseits Georg Friedrich Kolb und der Urgroßvater seiner Frau Ludwig Giesebrecht waren liberale Abgeordnete der Frankfurter Paulskirche. Admiral Henning von Holtzendorff war Großonkel seiner Frau. 1904 vermählte sich Gerhardt mit Renate, der Tochter des Oberkonsistorialpräsidenten Kurt Zittelmann (1844–1913) und dessen Frau Eva von Holtzendorff. Der Ehe entstammen der Slawistik-Professor Dietrich Gerhardt sowie Eva-Maria, die den hallischen Mathematik-Professor Heinrich Brandt heiratete. Renate Gerhardt starb am 28. April 1936. In zweiter Ehe heiratete Gerhardt am 11. März 1938 Renate Rauch. Diese Ehe blieb kinderlos.

## Wirken
Gerhardt beschäftigte sich mit deskriptiver Anatomie von Nieren und Geschlechtsorganen der Säugetiere. Außerdem befasste er sich mit dem Untersuchen der Sexualbiologie bei Spinnen und Nacktschnecken. Er gilt als Begründer einer vergleichenden systematischen Sexualbiologie der Tiere.
Neben seinen biologischen Arbeiten hat Gerhardt zeit seines Lebens intensive judaistische Studien betrieben, die ihn in verschiedene Länder Osteuropas und auch nach Palästina brachten. Sie führten zu mehreren teils posthumen Publikationen.